# Paramonacanthus matsuurai
Paramonacanthus matsuurai és una espècie de peix de la família dels monacàntids i de l'ordre dels tetraodontiformes.

## Morfologia
- Els mascles poden assolir 10,6 cm de longitud total.
- Nombre de vèrtebres: 19.[4]

## Hàbitat
És un peix marí, de clima temperat i demersal.

## Distribució geogràfica
Es troba des de les illes Ogasawara fins al sud del Japó.

## Observacions
És inofensiu per als humans.